# Monomontia
Monomontia is een geslacht van hooiwagens uit de familie Triaenonychidae.
De wetenschappelijke naam Monomontia is voor het eerst geldig gepubliceerd door Lawrence in 1931. 

## Soorten
Monomontia omvat de volgende 17 soorten:
- Monomontia aquilonaris
- Monomontia aspera
- Monomontia atra
- Monomontia brincki
- Monomontia corticola
- Monomontia cristiceps
- Monomontia curvirostris
- Monomontia flava
- Monomontia granifrons
- Monomontia intermedia
- Monomontia krausi
- Monomontia lawrencei
- Monomontia montensis
- Monomontia rattrayi
- Monomontia rugosa
- Monomontia transvaalica
- Monomontia versicolor